# Wattwil
Wattwil är en ort och kommun i distriktet Toggenburg i kantonen Sankt Gallen, Schweiz. Kommunen har 9 161 invånare (2023).
I kommunen finns även byn Ricken och, sedan den 1 januari 2013, byn Krinau som tidigare var en egen kommun. 